# Stolas: Book of Angels Volume 12
Stolas: Book of Angels Volume 12 es un álbum con composiciones de John Zorn interpretadas por el Quinteto Masada y Joe Lovano. Es el duodécimo disco del Segundo Libro Masada, The Book of Angels.  Este es el primer disco conocido por el Quinteto Masada.

## Recepción
La crítica de Allmusic realizada por Thom Jurek señala que: "Zorn se ha convertido en un prolífico compositor de música de películas y cuartetos de cuerda, y escribe para muchas otras configuraciones como uno de los compositores más solicitados del mundo. Todo eso nace en Stolas, el álbum más bello de la serie del Book of Angels hasta el momento —y podría argumentarse, en la totalidad del catálogo de Masada.". En All About Jazz George Kanzler escribió: "este es un grupo con más que un parecido pasajero con los clásicos quintetos de los 50 de Miles Davis, Shorty Rogers, Horace Silver y Clifford Brown / Max Roach. Al igual que esos conjuntos, el material se aborda con un compositor/arreglista o la sensibilidad del líder, cada tono evocando y manteniendo un estado de ánimo particular, uno a menudo establecido por el tempo y el ritmo, aunque aparentemente dominado por solos improvisados".

## Canciones
Todas las  composiciones por John Zorn.
1. "Haamiah" – 4:20
2. "Rikbiel" – 5:48
3. "Psisya" – 8:26
4. "Sartael" – 4:51
5. "Tashriel" – 4:03
6. "Rahtiel" – 7:56
7. "Tagriel" – 13:30
8. "Serakel" – 5:09
9. "Rigal" – 8:59

- Grabado en Estudios Avatar en la Ciudad de Nueva York el 22 de febrero de 2009.

## Integrantes / intérpretes
- Dave Douglas – trompeta
- Joe Lovano – saxofón tenor
- Uri Caine – piano
- Greg Cohen – contrabajo
- Joey Baron - batería
- John Zorn – saxofón alto (en la pista 6)